# Brian Storseth
Brian Storseth, född 1978 i Barrhead, Alberta, Kanada, är en kanadensisk affärsman och politiker. Han är parlamentsledamot för Kanadas konservativa parti.